# Détroit de Rosario
Le détroit de Rosario ((en) Rosario Strait), est un détroit du Nord-Ouest Pacifique, situé dans le nord de l'État de Washington aux États-Unis.

## Description
Il sépare le comté d'Island du comté de San Juan et s'étend du détroit de Juan de Fuca au nord du détroit de Géorgie. L'institut d'études géologiques des États-Unis définit sa limite comme une ligne s'étendant de Point Colville à Lopez Island jusqu'à Rosario Head sur l'île Fidalgo au sud ; de Point Migley sur l'île Lummi à l'extrémité est de l'île Puffin (juste à l'est de Matia Island (en)) et à Point Thompson sur Orcas Island, au nord.
Le détroit est très fréquenté. Plus de cinq cents pétroliers le traversent chaque année pour se rendre à Cherry Point Refinery (en) et aux raffineries près d'Anacortes. De nombreux autres navires le fréquentent pour se rendre, entre autres, à Cherry Point, Bellingham, Anacortes et aux îles San Juan. De même, selon les marées, les navires en provenance de la Colombie-Britannique ou de l'Alaska l'utilisent fréquemment de préférence aux passages plus à l'ouest.

## Histoire
En 1790, les explorateurs espagnols Manuel Quimper et Juan Carrasco, à bord du Princesa Real, ont donné le nom de Boca de Fidalgo, en l'honneur de Salvador Fidalgo, au détroit de Rosario, qui était alors considéré comme une baie. En 1791, José María Narváez l'a renommé Canal de Fidalgo après avoir déterminé qu'il s'agissait d'un détroit. En 1791, Francisco de Eliza donne le nom de Gran Canal de Nuestra Señora del Rosario la Marinera à l'actuel détroit de Géorgie que George Vancouver l'année suivante, en explorant la région, a dénommé ainsi.
Charles Wilkes, en 1847, pendant l'expédition qui porte son nom, baptise le détroit Ringgold Channel en l'honneur d'un de ses officiers. Henry Kellett, réorganisant les cartes de l'Amirauté britannique, y supprime les noms « pro-américains » donnés par Wilkes pour conserver en grande partie les noms pro-britanniques et ou espagnols. Le détroit de Rosario obtient ainsi son nom définitif.